# Grundschule Süderstadt

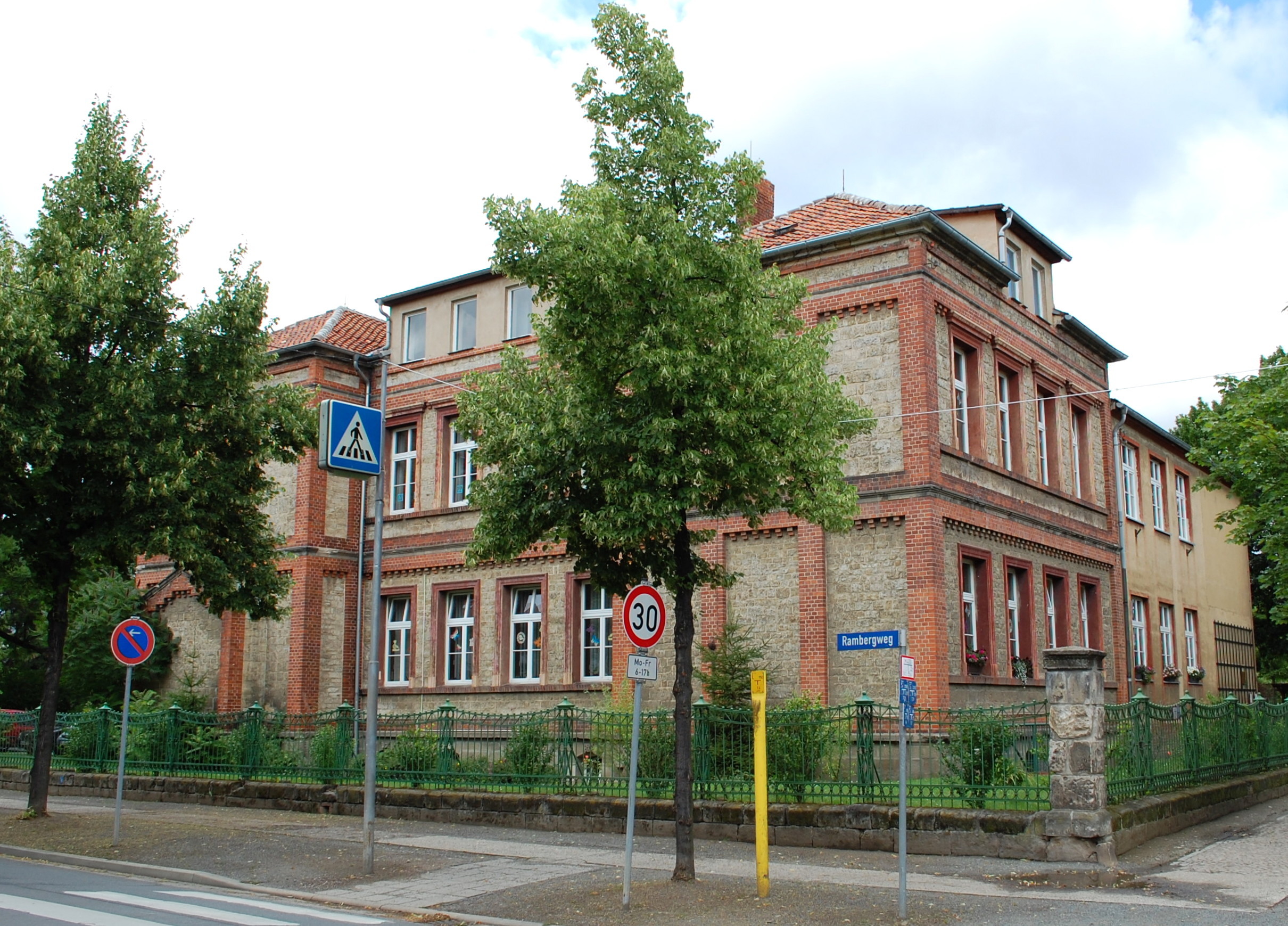
Grundschule Süderstadt

Die Grundschule Süderstadt ist eine Grundschule in der Stadt Quedlinburg in Sachsen-Anhalt. Das Schulgebäude steht unter Denkmalschutz.

## Lage
Die Schule befindet sich südlich der historischen Altstadt Quedlinburgs im Stadtteil Süderstadt an der Kreuzung von Rambergweg und Albert-Schweitzer-Straße. Sie ist im Quedlinburger Denkmalverzeichnis eingetragen.

## Architektur und Geschichte
Das Schulgebäude entstand im Jahr 1888 im Stil des Spätklassizismus. An der Fassade finden sich aus Natursteinen gebildete Flächen, die von gezielten Wandvorlagen eingerahmt sind. In einer Rundbogennische befindet sich eine Wappendarstellung in einer weiteren Nische eine Inschrift mit der Datierung 1888. Die Bruttogeschossfläche beträgt 1762 m², die heutige (Stand: 2025) Grundstücksfläche 2876 m².
Die Schule gehörte mit der weiter südlich gelegenen Sekundarschule Ernst Bansi zu einem Lehrerseminar. Die Grundschule wurde zum Sommer 2016 aufgelöst und in die Grundschule Am Heinrichsplatz schrittweise integriert. Das Schulgebäude wurde anschließend als Ausweichquartier bei Schulsanierungen im Stadtgebiet genutzt. Im Jahr 2025 ist beabsichtigt, das Gebäude durch die Stadt zu veräußern.
Die Einfriedung besteht aus zum Baudenkmal gehörenden schmiedeeisernen Gittern.